# Euphorbia franckiana
Euphorbia franckiana är en törelväxtart som beskrevs av Alwin Berger. Euphorbia franckiana ingår i släktet törlar, och familjen törelväxter.
Artens utbredningsområde är KwaZulu-Natal. Inga underarter finns listade i Catalogue of Life.

## Bildgalleri

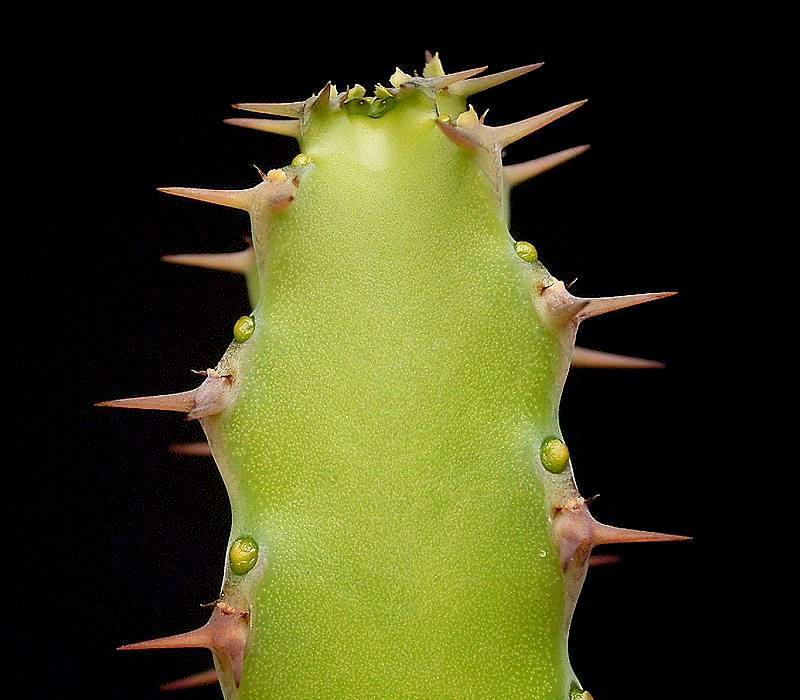